# Landtagswahlkreis Cloppenburg-Nord
Der Wahlkreis 66 Cloppenburg-Nord ist ein Wahlkreis zur Wahl des niedersächsischen Landtages. Er umfasst vom Landkreis Cloppenburg die Stadt Friesoythe  sowie die Gemeinden Barßel, Bösel, Garrel und Saterland und vom Landkreis Oldenburg die Stadt Wildeshausen und die Gemeinde Großenkneten.

## Landtagswahl 2022
Die Landtagswahl fand am 9. Oktober 2022 statt. Lukas Reinken (CDU) wurde mit 39,6 % direkt in den Landtag gewählt. Die Wahlbeteiligung betrug 57,2 %.
| Direktkandidat     | Partei | Partei                | Erststimmen in % | Zweitstimmen in % |
| ------------------ | ------ | --------------------- | ---------------- | ----------------- |
| Lukas Reinken      |        | CDU                   | 39,6             | 37,3              |
| Pia van de Lageweg |        | SPD                   | 27,4             | 27,2              |
| Imke Haake         |        | FDP                   | 9,0              | 6,7               |
| Andreas Altergott  |        | AfD                   | 13,6             | 13,8              |
| Begüm Langefeld    |        | Bündnis 90/Die Grünen | 7,6              | 8,3               |
| Kreszentia Flauger |        | Die Linke             | 2,8              | 2,2               |
| –                  |        | Sonstige              | –                | 4,5               |

## Landtagswahl 2017
Zur Landtagswahl in Niedersachsen 2017 traten im Wahlkreis Cloppenburg-Nord sechs Direktkandidaten an. Direkt gewählter Abgeordneter ist Karl-Heinz Bley (CDU). Der Wahlkreis trug die Wahlkreisnummer 66. Im November 2021 rückten zusätzlich Hans-Joachim Janßen (Bündnis 90/Die Grünen) und Renate Geuter (SPD) in den Landtag nach.
| Partei                | Direktkandidat      | Erststimmen | Zweitstimmen |
| --------------------- | ------------------- | ----------- | ------------ |
| CDU                   | Karl-Heinz Bley     | 48,1        | 45,8         |
| SPD                   | Renate Geuter       | 29,4        | 28,4         |
| Bündnis 90/Die Grünen | Hans-Joachim Janßen | 5,4         | 5,6          |
| FDP                   | Marko Bahr          | 8,0         | 9,0          |
| DIE LINKE             | Martin Menzen       | 3,1         | 3,2          |
| AfD                   | Patrick Scheelje    | 6,0         | 6,1          |
| BGE                   |                     |             | 0,1          |
| DM                    |                     |             | 0,1          |
| Freie Wähler          |                     |             | 0,3          |
| LKR                   |                     |             | 0,0          |
| ÖDP                   |                     |             | 0,1          |
| Die PARTEI            |                     |             | 0,4          |
| Tierschutzpartei      |                     |             | 0,6          |
| Piratenpartei         |                     |             | 0,2          |
| V-Partei³             |                     |             | 0,1          |

Die Wahlbeteiligung lag mit 58,8 % unter dem Landesdurchschnitt dieser Wahl.

## Landtagswahl 2013
Zur Landtagswahl in Niedersachsen 2013 traten im Wahlkreis Cloppenburg-Nord sieben Direktkandidaten an. Direkt gewählter Abgeordneter ist Karl-Heinz Bley (CDU). Über die Landesliste zogen zusätzlich Hans-Joachim Janßen (Bündnis 90/Die Grünen) und Renate Geuter (SPD) in den niedersächsischen Landtag ein. Der Wahlkreis trug die Wahlkreisnummer 66.
| Partei                | Direktkandidat      | Erststimmen | Zweitstimmen |
| --------------------- | ------------------- | ----------- | ------------ |
| CDU                   | Karl-Heinz Bley     | 55,4        | 48,3         |
| SPD                   | Renate Geuter       | 26,5        | 23,7         |
| FDP                   | Joachim Dahlke      | 5,0         | 13,4         |
| Bündnis 90/Die Grünen | Hans-Joachim Janßen | 7,0         | 8,6          |
| DIE LINKE             | Kreszentia Flauger  | 2,5         | 2,4          |
| Piratenpartei         | Christian Bley      | 1,9         | 1,7          |
| Freie Wähler          |                     |             | 0,8          |
| NPD                   |                     |             | 0,6          |
| Die Freiheit          |                     |             | 0,4          |
| PBC                   |                     |             | 0,1          |
| Bündnis 21/RRP        |                     |             | 0,1          |
| Familien-Partei       | Andre Schäfer       | 1,7         |              |

Die Wahlbeteiligung betrug 53,9 %.

## Landtagswahl 2008
Zur Landtagswahl in Niedersachsen 2008 traten im Wahlkreis Cloppenburg-Nord sechs Kandidaten an. Direkt gewählter Abgeordneter ist Karl-Heinz Bley (CDU).
| Partei                     | Direktkandidat     | Erststimmen | Zweitstimmen |
| -------------------------- | ------------------ | ----------- | ------------ |
| CDU                        | Karl-Heinz Bley    | 56,4        | 56,8         |
| SPD                        | Renate Geuter      | 22,9        | 20,8         |
| FDP                        | Uwe Behrens        | 10,6        | 10,1         |
| Die Linke                  | Kreszentia Flauger | 4,9         | 5,0          |
| Bündnis 90/Die Grünen      | Susann Kügler      | 4,1         | 4,1          |
| NPD                        |                    |             | 1,1          |
| Freie Wähler Niedersachsen | Thorsten Busch     | 1,1         | 0,5          |
| Familien-Partei            |                    |             | 0,5          |
| Mensch Umwelt Tierschutz   |                    |             | 0,4          |
| Die Friesen                |                    |             | 0,3          |
| Die Grauen                 |                    |             | 0,2          |
| PBC                        |                    |             | 0,1          |
| Ab jetzt                   |                    |             | 0,1          |
| ödp                        |                    |             | 0,0          |
| Demokratische Alternative  |                    |             |              |
| Republikaner               |                    |             |              |